# Pappenheimer
Pappenheimer è una spada da cavalleria pesante (corazzieri) pare ideata da Gottfried Heinrich, conte di Pappenheim per i suoi reggimenti all'inizio della Guerra dei Trent'Anni, poi diffusasi ampiamente negli eserciti d'Europa durante il XVII secolo. La peculiare guardia delle spade portate dai corazzieri di Pappenheim riscosse un grande successo, finendo con il venire adottato anche per la striscia d'uso civile. Più che un modello specifico di spada, il termine Pappenheimer indica perciò una spada montante fornimento "alla Pappenheim".

## Costruzione
Ciò che differenzia la Pappenheimer dalla massa di spade simili dell'epoca (per esempio la Vallona con cui viene spesso confusa) è la guardia; anche se l'evoluzione di quest'ultimo inizia già sul finire del 1500 lo si può datare, quanto a creazione, tra il 1630 ed il 1640.

Si tratta di una guardia a tre ponti frontalmente simmetrica con bracci rivolti in senso opposto nel piano della lama. Il ponte maggiore è collegato da uno o più raccordi a quello mediano riempito da una calotta messa a giorno da stelle e sforature. Ponte e calotta sono piegati verso il pomolo formando un angolo di circa 45° con il piano della lama. Il ponte maggiore è rinforzato da un puntone che lo collega al braccio posteriore ed al colmo è collegato alla lunetta di guardia da un raccordo.

## Storia

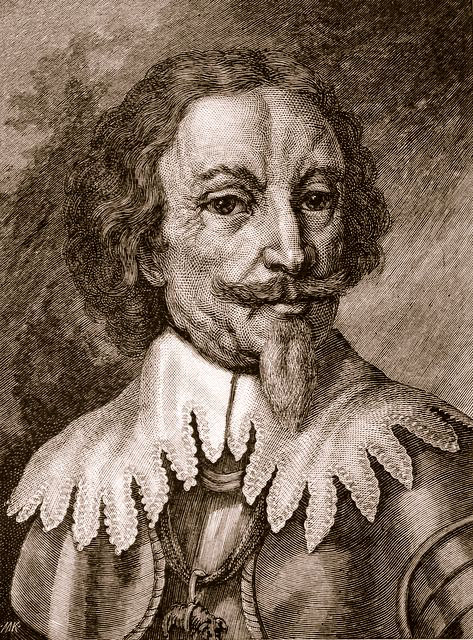
Gottfried Heinrich, conte di Pappenheim

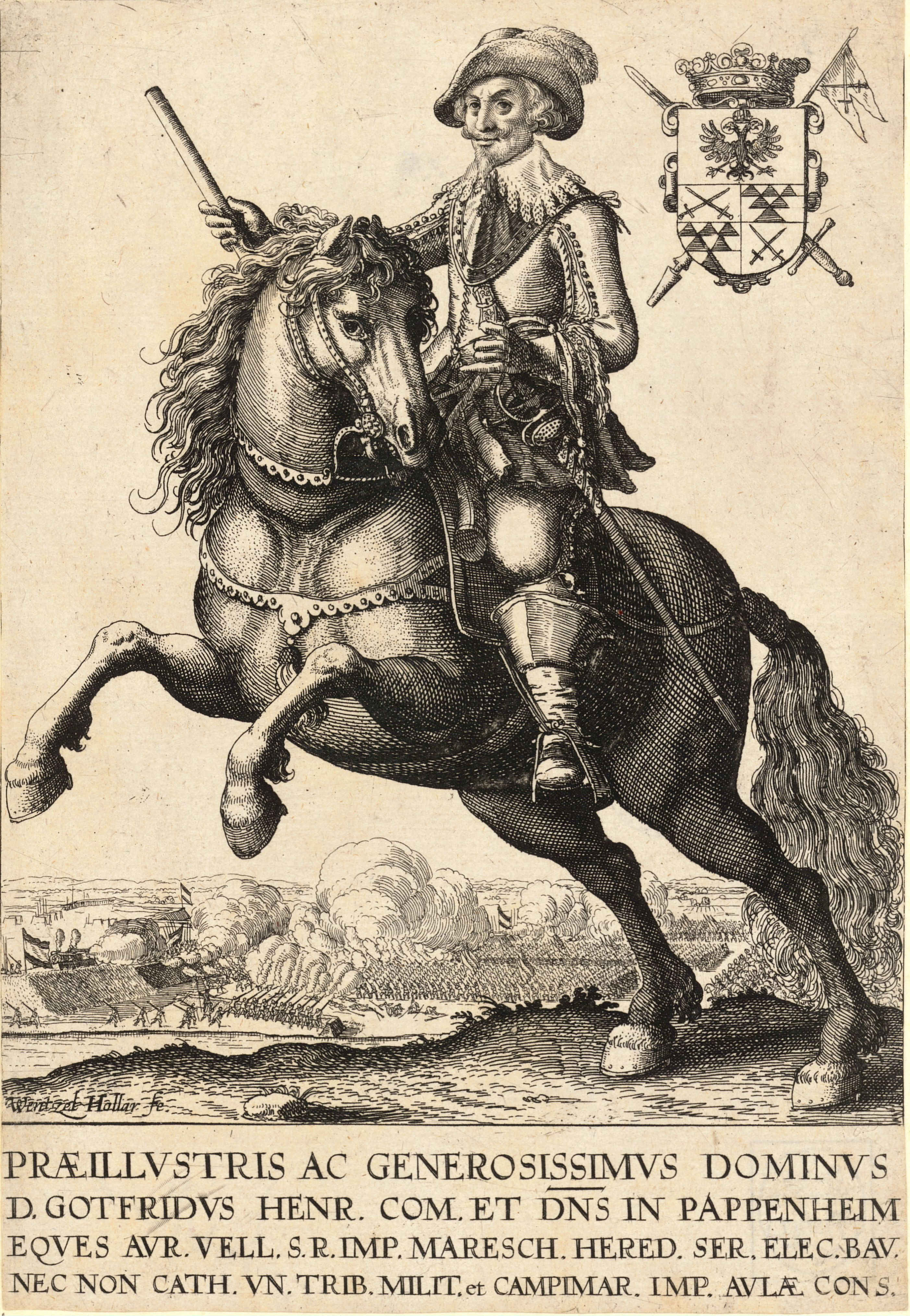
Il conte di Pappenheim - incisione di Wenzel Hollar

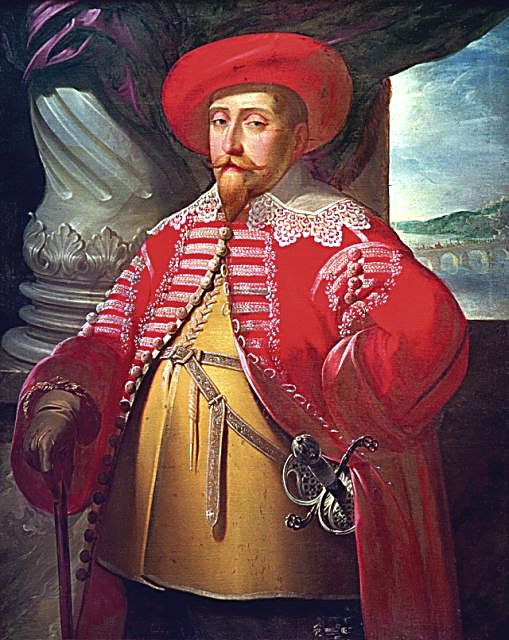
Gustavo II Adolfo di Svezia sfoggia una spada con fornimento "alla Pappenheim"

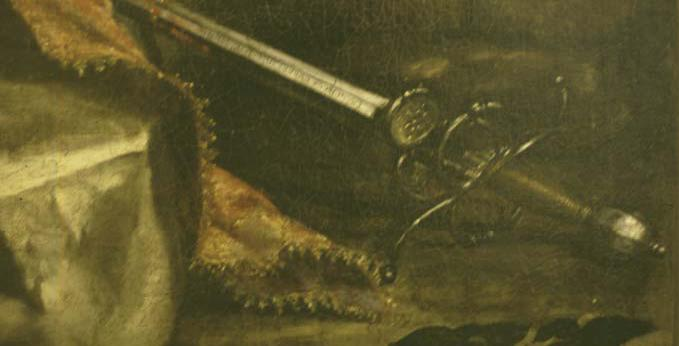
Spada con fornimento "alla Pappenheim" nel San Vittore di Giovanni Francesco Guerrieri (1654)

In realtà è molto probabile che questo nome derivi più dal fatto che gli eserciti di questo condottiero ne facessero largo uso e/o che lo stesso conte venisse rappresentato in un'incisione di Wenzel Hollar con una di queste spade.
La buona protezione della mano garantita dalla guardia "alla Pappenheim", lontano comunque dall'ingombro e dal peso della "guardia a gabbia" in uso su altri modelli di spada, come la schiavona dei mercenari croati, guadagnò un enorme successo a questo tipo di guardia. Sia le strisce d'uso civile che le spade da fante e le spade da cavaliere (fossero esse spadone, costolieri o sciabole) iniziarono a sfoggiare fornimenti Pappenheimer. Il successo dell'innovazione valse sia per i paesi cattolici che per i paesi protestanti: famoso l'esempio di Gustavo II Adolfo di Svezia, il mortale nemico del Conte di Pappenheim, ritratto con al fianco una spada con fornimento Pappenheimer.
Proprio il successo artistico della guardia Pappenheimer ben ci testimonia la diffusione di quest'arma. Incontriamo infatti una spada "alla Pappenheim" nel San Vittore di Giovanni Francesco Guerrieri (1654).